# Bădărăi, Botoșani
Bădărăi este un sat în comuna Santa Mare din județul Botoșani, Moldova, România.
Vechi sat razasesc, numit in trecut Iugani, este un sat cu o istorie interesanta, care a dat multi intelectuali de marca Iasului si tarii. A tinut de comuna Bivolari si judetul Iasi pana in anul 1950 cand a fost abuziv trecut la comuna Santa Mare, judetul Botosani.

## Personalități
- Alexandru Bădărău

 Acest articol despre o localitate din județul Botoșani este deocamdată un ciot. Puteți ajuta Wikipedia prin completarea lui.